# عبد العزيز بن ماجد
عبد العزيز بن عبد الرحمن بن محمد بن عبد الله بن ماجد آل ماجد (1314 -1418 هـ)، عالم مسلم ومؤذن.

## حياته
عاش معظم حياته يرفع صوت الأذان كل يوم في مسجد الأمير ناصر في الرياض لمدة 35 عام وبعدها انتقل إلى الجامع الكبير (جامع الإمام تركي بن عبد الله) أو جامع الديرة كما يطلق عليه العامة نظرًا لقربه من منطقة الديرة واستمر خلالها في رفع الأذان فيه لمدة 40 عام لتصبح حصيلة الشيخ في اعتلاء المأذنة 75 عام.
كان الشيخ عبد العزيز يرفع أذان الصلوات المكتوبة في العاصمة الرياض، وكانت إذاعة الرياض تنقل الأذان بصوته، ثم تحول الأمر بعد ذلك إلى إذاعة القرآن الكريم إلى أن توفي وما زال إلى يومنا هذا يرفع الآذان بصوت الشيخ لصلاة الظهر.
يعد الشيخ عبد العزيز بن عبد الرحمن بن ماجد، من المؤذنين المعروفين في الجامع الكبير بالرياض، كما أنه قضى مدة طويلة في أداء هذه المهمة في الجامع نفسه، حيث ظل حوالي 35 عاما يؤدي مهمة الآذان في الجامع، وذلك منذ عام 1371 هـ (1952)، عندما رشحه لهذه المهمة الشيخ عمر بن حسن آل الشيخ إلى عام 1413 هـ (1992)، حيث توقف عن الآذان، وكان آخر آذان له في شهر محرم من العام نفسه، وبعده تولى المهمة ابنه الشيخ عبد الرحمن بن عبد العزيز بن ماجد  الذي توفي 1439هـ 2018م.
خلف الشيخ عبد العزيز من بعدة ابنه الشيخ عبد الرحمن بن عبد العزيز بن ماجد الذي كان يرافق والده منذ أن كان عمره (15) عاماً. وكان الشيخ عبد العزيز من قبله والدة عبد الرحمن حيث كان يقيم الآذان في أحد مساجد مدينة الرياض.
وقد اشتهر الشيخ عبد العزيز بن ماجد بصوته المميز، ولعل لحظات الإفطار في رمضان طوال العقود الماضية، تحمل ذكرى مع هذا المؤذن، حيث كان سكان الرياض والمدن التي توافق المدينة في توقيتها تفطر على صوت آذانه، بسماع صوته مباشرة أو عبر المذياع، حيث ينقل الآذان من الجامع، كما كانت مدافع رمضان تطلق قذائف التنبيه للصائمين معلنة بدء الإفطار أو الإمساك.
كما كان الناس في العقود الماضية يضبطون ساعاتهم على آذان ابن ماجد عندما كان التوقيت الغروبي هو المعمول به، حيث يؤذن المغرب الساعة 12، ليبدأ حاملو الساعات في جيوبهم ومعاصمهم، ثم يستعينون بها في إدارة مؤشر عقارب الساعة إلى الاتجاه المعاكس بسرعة بعد أربع وعشرين ساعة من الحركة ليعود الزنبرك بالدوران في الاتجاه المعاكس، حيث كان تشغيل الساعات في ذلك الوقت يتم بهذه الطريقة، إذ لا وجود للبطاريات التي تحرك الساعة وتشغلها.
وقد غيب الموت الشيخ عبد العزيز بن ماجد عن تكملة مشواره مع الآذان في الجامع الكبير بعد تشييده الحديث، ويلاحظ أن أئمة الجامع هم من المشايخ والقضاة المشهورين في الرياض، وفي العقود الماضية تولى إمامة الجامع مفتو الديار السعودية، وهم الشيخ محمد بن إبراهيم، والشيخ عبد العزيز بن باز، والشيخ عبد العزيز آل الشيخ.
وقد ارتبط صوت ابن ماجد بصوت دقات ساعة الصفاة التي كانت تسمع في أرجاء مدينة الرياض، حيث لم يعد يسمع صوت المؤذن أو صوت دقات الساعة، نظراً لاتساع مساحة .